# 和諧廣場／業興大廈 (巴士站)
和諧廣場／業興大廈（葡萄牙語：Al. da Harmonia / Edf. Ip Heng），位於路環石排灣公屋群內的中途站，位於和諧廣場。新福利26AT路線以本站為終點站。新福利15、15T、25、26、26A、26S、51、51A、H3路線，澳巴21A、50、52、55、56、N3、N5路線停靠此站。

## 歷史

### 「石排灣總站」時期
石排灣總站（葡萄牙語：Seac Pai Van／Terminal），位於路環石排灣公屋群的一個終點站，位於和諧廣場兩側。在2016年8月20日搬遷至位於石排灣綜合社區大樓地面層內的蝴蝶谷大馬路總站前，新福利51、H3路線以近樂群樓一側的此站為終點站，澳巴52、56及N5路線，新時代55路線以近業興大廈一側的此站為終點站。新福利15、25、26、26A，新時代50及澳巴N3路線途經此站。
- 2013年1月中旬，政府考慮到石排灣公屋群項目落成在即，預期對公共交通服務的需求大增，交通事務局計劃先安排15、25、26、26A、50及N3路線途經該社區。另外計劃增設4條日間快速路線及1條夜間巴士路線，連接居民由石排灣往返澳門半島之主要巴士站，再透過轉乘服務往返不同地區，便利居民出行。[1]

- 2013年3月26日，為配合石排灣公屋群入伙及啟用在即，交通事務局先啟用公屋群內四個巴士站，包括此站。首先安排15、25、26、26A、50及N3路線來回方向停靠此站。[2]。另外計劃新增四條路線連接至關閘、外港碼頭、亞馬喇前地及媽閣及一條夜間路線往返外港碼頭[3][4]

- 2013年4月2日，25F路線開通，往返此站及關閘，初期僅於上下午尖峰時間提供服務。當時首階段服務時間為07:00-09:00、17:00-20:00，總站設於近樂群樓一側。[5][6]

- 2013年7月18日及10月初起，25F路線增加班次及延長服務時間。[7][8][9]

- 2013年7月20日，22F路線開通，往返此站及亞馬喇前地。[10][11]

- 2014年2月28日，22F及25F路線增加班次並延長服務時間。同時優化此站侯車環境，包括增設臨時排隊設施以及設置優先座等候區，方便有需要人士乘車。[12]

- 2014年8月12日，25F路線再度延長服務時間。[13]

- 2014年12月6日，55路線開通，往返此站及媽閣。[14][15][16][17]

- 2015年2月2日，25F路線調整日間離峰時間班次頻率。[18]

- 2015年10月6日，原22F路線更改編號為52。[19]

- 2015年12月1日，N5路線開通，往返此站及皇朝區。[20]

- 2016年1月16日，H3路線開通，往返此站及山頂醫院。[21]同日起原25F路線更改編號為51。[22][23]

- 2016年4月20日，N5路線調整為往返亞馬喇前地，不再途經皇朝區、口岸、機場等，同時由循環線調整為雙向線。[24]

- 2016年4月30日，56路線開通，往返此站及外港碼頭。[25][26]

- 2016年8月20日，位於石排灣綜合社區大樓地面層內的蝴蝶谷大馬路總站啟用，所有以此站為總站的路線遷往該站開出。為配合該站啟用，此站分別重新命名為“和諧廣場／業興大廈”站及“和諧廣場／樂群樓”站。[27][28]

### 和諧廣場／業興大廈
- 2016年8月29日起，51A路線開設，新增停靠此站。[29][30]

- 2017年6月17日起，21A、59路線新增停靠此站。[31]

- 2020年1月29日至3月2日，N6路線臨時停靠此站。[32]

- 2022年7月18日至22日，第一代15S路線臨時開設，新增停靠此站，方便往返路環島偏遠地區居民在區內維持基本維生出行需要。[33]

- 2023年9月，26S路線臨時開設，以疏導澳門旅遊塔一帶在舉行大型活動期間，前往氹仔市區及路氹城一帶的客流。[34]

- 2024年6月，每逢中港澳假期期間，26AT路線臨時開設，以本站為落客站。[35][36]

## 車道分佈
|                      |                                                                   | |  |  |  |
| ← 一般行車道         |                                                                   | |  |  |  |
| ← 和諧廣場／業興大廈 | 26S、51、51A、52、55、56、H3、N5路線 蝴蝶谷大馬路 26AT路線 終點站 | 15路線 九澳村 21A路線 九澳油庫 25、26、50、N3路線 路環市區 26A、N3夏季路線 黑沙海灘 59路線 聯生圓形地 |  |  |  |

## 路線資料
| C688   | C688                  | 和諧廣場／業興大廈 Al. da Harmonia / Edf. Ip Heng | 和諧廣場／業興大廈 Al. da Harmonia / Edf. Ip Heng | 和諧廣場／業興大廈 Al. da Harmonia / Edf. Ip Heng | 和諧廣場／業興大廈 Al. da Harmonia / Edf. Ip Heng |
| 營運商 | 路線                  | 出發地                                            | 目的地                                            | 途經地點 | 備註                                              |
| C688/1 | C688/1                | C688/1                                            | C688/1                                            | C688/1 | C688/1                                            |
| ------ | --------------------- | ------------------------------------------------- | ------------------------------------------------- | --- | ------------------------------------------------- |
| 新福利 | 15                    | 海洋花園                                          | ↺ 九澳村                                          | - 石排灣（公屋群及郊野公園） - 路環（警察訓練營、市區、少年感化院） - 竹灣（燒烤公園、海灘、豪園） - 海蘭花園 - 黑沙（海灘、黑沙村、郊野公園、鷺環海天酒店） - 九澳（郊野公園、懲教局、九澳聖若瑟學校） |                                                   |
| 新福利 | 15T                   | 黑沙海灘                                          | ↺ 蝴蝶谷大馬路                                    | | 泳季期間的周末及節假日服務                        |
| 澳巴   | 21A                   | 媽閣 輕軌媽閣站 媽閣交通樞紐                      | 九澳油庫                                          | - 石排灣（公屋群及郊野公園） - 路環（警察訓練營、市區、少年感化院） - 竹灣（燒烤公園、海灘、豪園） - 海蘭花園 - 黑沙（海灘、黑沙村、郊野公園、鷺環海天酒店） - 九澳（郊野公園、懲教局、九澳聖若瑟學校） |                                                   |
| 新福利 | 25                    | 關閘 關閘總站                                     | ↺ 路環市區                                        | - 石排灣（公屋群及郊野公園） - 路環警察訓練營 |                                                   |
| 新福利 | 26                    | 筷子基北灣                                        | ↺ 路環市區                                        | - 石排灣（公屋群及郊野公園） - 路環警察訓練營 |                                                   |
| 新福利 | 26A                   | 筷子基北灣                                        | 黑沙海灘                                          | - 石排灣（公屋群及郊野公園） - 路環（警察訓練營、市區、少年感化院） - 竹灣（燒烤公園、海灘、豪園） - 海蘭花園                                                                                           |                                                   |
| 澳巴   | 50                    | 城市日前地                                        | ↺ 路環市區                                        | - 石排灣（公屋群及郊野公園） - 路環警察訓練營 |                                                   |
| 澳巴   | 59                    | 關閘 關閘廣場                                     | 聯生圓形地                                        | - 石排灣公屋群（居雅、安順） | 尖峰時段提供服務                                  |
| 澳巴   | N3                    | 亞馬喇前地                                        | ↺ 路環市區                                        | - 石排灣（公屋群及郊野公園） - 路環警察訓練營 以下為6-8月停靠： - 路環（市區、少年感化院） - 竹灣（燒烤公園、海灘、豪園） - 海蘭花園                                                                    | 夜間路線                                          |
| 澳巴   | N3夏季                | 亞馬喇前地                                        | ↺ 黑沙海灘                                        | - 石排灣（公屋群及郊野公園） - 路環警察訓練營 以下為6-8月停靠： - 路環（市區、少年感化院） - 竹灣（燒烤公園、海灘、豪園） - 海蘭花園                                                                    | 夜間路線                                          |
| C688/2 |                       |                                                   |                                                   | |                                                   |
| 26S    | 旅遊塔                | → 蝴蝶谷大馬路                                    |                                                   | 26路線特班車 旅遊塔一帶舉行活動期間服務 |                                                   |
| 51     | ↺ 關閘 關閘廣場       | 蝴蝶谷大馬路                                      |                                                   | |                                                   |
| 51A    | 海擎天                | 蝴蝶谷大馬路                                      |                                                   | |                                                   |
| 51X    | 關閘 關閘東側上落客區 | 蝴蝶谷大馬路                                      |                                                   | 快線 星期一至六尖峰時段服務 星期日及公眾假期停駛 |                                                   |
| 澳巴   | 52                    | 蝴蝶谷大馬路                                      | ↺ 亞馬喇前地                                      | |                                                   |
| 澳巴   | 55                    | 蝴蝶谷大馬路                                      | ↺ 司打口                                          | |                                                   |
| 澳巴   | 56                    | 蝴蝶谷大馬路                                      | ↺ 高士德                                          | |                                                   |
| 新福利 | H3                    | 蝴蝶谷大馬路                                      | ↺ 山頂醫院 山頂醫院急診大樓                       | |                                                   |
| 澳巴   | N5                    | 亞馬喇前地                                        | ↺ 蝴蝶谷大馬路                                    | | 夜間路線                                          |

## 鄰近公共運輸站

### 巴士
C689 和諧廣場／樂群樓（Al. da Harmonia / Edf. Lok Kuan）
路線：15、15S、15T、21A、25、25AX、26、26A、50、51、51A、51X、52、55、56、59、H3、N3、N5
C690 蝴蝶谷大馬路總站（Av. Vale das Borboletas / Terminal）
路線：15S1、15T、25AX、51、51A、51X、52、55、56、H3、N5

### 輕軌
█  石排灣線石排灣站

## 外部連結
- 新福利官方網站 （繁體中文） （页面存档备份，存于）
- 澳巴官方網站 （繁體中文） （页面存档备份，存于）